# 龍夢
航天龍夢（英語：Lemote）是中國科學院所發展的電腦公司，基礎以推廣國產龍芯處理器為主軸。

## 历史
前身是“梦兰龙芯产业化基地”，2016年12月中国航天科工集团第二研究院706所增资扩股航天龙梦，成為中国航天科工集团關係企業改名航天龍夢。

## 主要产品

### 龍芯2時代
| 福瓏2F盒子 福瓏也稱龍芯2F盒子，是2006年初期首次針對民用市場推廣的龍芯處理器Linux迷你電腦。 |                              |         |                                                |
| 外殼                                                                                       | 迷你殼14x17cm (5.5 x 6.75吋) | 插口    | 4個 USB                                        |
| CPU                                                                                        | 龍芯2F 64位元CPU             | CPU時脈 | 800-1000mHz (64KB快取 RISC Instruction Set)    |
| 記憶體                                                                                     | 256MB-1GB DDR2               | 存儲    | 40-160GB IDE或SATA硬碟                         |
| 網卡                                                                                       | 10/100M                      | 系統    | 华镭 Linux的作業系統 許多特化版linux也可安裝。 |
| 音效                                                                                       | 南桥AC97，Realtek ALC 655    | 顯卡    | XGI V2图形处理器                               |
| 電源                                                                                       | 12V DC                       | 周邊    | 贈一台外接 DVD                                 |

| 逸珑笔记本 逸珑採用龍芯2F盒子配備將其筆記本化 |                           |         |                                                |
| 屏幕                                          | 8英寸或9英寸屏幕          | 插口    | 4個 USB                                        |
| CPU                                           | 龍芯2F 64位元CPU          | CPU時脈 | 800-1000mHz (64KB快取 RISC Instruction Set)    |
| 記憶體                                        | 256MB-1GB DDR2            | 存儲    | 40-60GB IDE或SATA硬碟                          |
| 網卡                                          | 10/100M 802.11G 无线网    | 系統    | 华镭 Linux的作業系統 許多特化版linux也可安裝。 |
| 音效                                          | 南桥AC97，Realtek ALC 655 | 顯卡    | XGI V2图形处理器                               |
| 電源                                          | 12V DC                    | 周邊    | 贈一台外接 DVD                                 |

| 灵珑2F一体机 龙梦于2007年推出的一体机，主要用于电子教室或機關。 |                           |         |                                            |
| 屏幕                                                            | 15.6寸液晶分辨率1366*768  | 插口    | 4個 USB2.0                                 |
| CPU                                                             | 龍芯2F 64位元CPU          | CPU時脈 | 800-900mHz (64KB快取 RISC Instruction Set) |
| 記憶體                                                          | 512MB DDR2                | 存儲    | 120-160GB IDE或SATA硬碟                    |
| 網卡                                                            | 10/100M                   | 系統    | 共创Linux/ 红旗Linux 銀河麒麟/ Debian      |
| 音效                                                            | 南桥AC97，Realtek ALC 655 | 顯卡    | XGI V2图形处理器                           |
| 電源                                                            | 12V DC                    | 南北橋  | AMD CS5536 或 SM502                        |

### 龍芯3時代
| 逸珑筆記本8133 逸珑8133筆記本是首度較大規模市場化民用產品，外型與消費筆記本看齊於2012年推出，由於採早期龍芯3A1000四核處理器，記憶體也增為2GB，效能與龍芯2時代有明顯提升，足以在Linux环境下进行一般办公，加上便攜性使其有初步打入民間市場可能。 |                           |         |                                        |
| 屏幕 | 13.3寸液晶分辨率1366*768  | 插口    | 3個 USB2.0                             |
| CPU | 龍芯3A1000四核            | CPU時脈 | 900mHz (64KB快取 RISC Instruction Set) |
| 記憶體 | 2GB DDR2 800Mhz           | 存儲    | 160-500GB 2.5吋SATA硬碟                |
| 網卡 | 10/100M                   | 系統    | 红旗/銀河麒麟 中科方德/共创/Debian     |
| 音效 | 南桥AC97，Realtek ALC 655 | 顯卡    | AMD獨立顯卡 內存1GB                    |
| 電源 | 12V DC                    | 南北橋  | AMD RS780E+SB710                       |

| LX-2506伺服器 較高性能的龙芯3B民用產品，2018年推出，串聯四顆CPU作為Linux服務器應用， |                            |         |                                         |
| 外殼                                                                                 | 機櫃2U                     | 插口    | 8個 USB2.0                              |
| CPU                                                                                  | 龙芯3B3000四核*4           | CPU時脈 | 1500mHz (64KB快取 RISC Instruction Set) |
| 記憶體                                                                               | 256GB DDR3                 | 存儲    | SAS磁盘控制器 SATA3.0接口*12 1个M2.接口 |
| 網卡                                                                                 | 10/100/1000M接口*4         | 系統    | 統一作業系統/銀河麒麟 華普/Debian       |
| 網管                                                                                 | 信驊科技Aspeed AST2400晶片 | 顯卡    | Aspeed AST2400晶片附建顯卡              |
| 電源                                                                                 | 12V DC                     | 南北橋  | AMD SR5690+SP5100                       |

| 龍博特 也稱LoongBOT，是2020年針對民用推廣的龍芯Linux桌上電腦。 其效能可達民用家庭文書辦公與影視需求，基本與福瓏3A盒子配置相同，但採更大的機殼和電源作為非攜帶的電腦，因此內置了DVD光碟機、R5獨立顯卡。也採用非低電壓版處理器效能略提升，其雙孔網卡使其有作為軟路由的可能性。 |                           |         |                                                       |
| 外殼 | 瘦客 MicroATX殼           | 插口    | 4個 USB                                               |
| CPU | 龍芯3A4000 64位元CPU      | CPU時脈 | 1.8GHz                                                |
| 記憶體 | 8/16GB DDR4               | 存儲    | 128/512GB 固態硬碟                                    |
| 網卡 | 10/100M 雙孔              | 系統    | 統一作業系統/龙梦版Fedora32 許多特化版linux也可安裝。 |
| 音效 | 南桥AC97，Realtek ALC 662 | 顯卡    | R5 220獨立顯卡                                        |
| 電源 | 長城200W                  | 周邊    | 贈一滑鼠                                              |

| 福瓏3A盒子 也稱福瓏盒子2.0，是2021年初期針對民用推廣的龍芯Linux迷你電腦。 其效能可達民用家庭文書辦公與影視需求，以及簡易遊戲或網頁遊戲，實測中配合2020年代興起的付費雲端電腦方式也可拉動較大型3D遊戲，包含安卓或win平台遊戲，其多數運算在遠端服務器完成，本地電腦只運算解碼圖像的終端機。 其雙孔網卡使其有作為軟路由的可能性。 |                           |         |                                                       |
| 外殼 | 迷你殼15x15cm             | 插口    | 4個 USB                                               |
| CPU | 龍芯3A4000 64位元CPU      | CPU時脈 | 1.5GHz (動態1.8G)                                     |
| 記憶體 | 8GB DDR4                  | 存儲    | 256-512GB 固態硬碟                                    |
| 網卡 | 10/100M 雙孔              | 系統    | 統一作業系統/龙梦版Fedora32 許多特化版linux也可安裝。 |
| 音效 | 南桥AC97，Realtek ALC 662 | 顯卡    | 集成顯卡                                              |
| 電源 | 19V DC                    | 周邊    | 贈一滑鼠                                              |

### 龙芯3A/3B客製化解决方案
自龙芯3A系列发布之后，龙梦的产品开始走向多样化，由客戶提出需求訂製，製作许多龙芯3A/3B的整机产品，主板以及工業電腦领域的产品。

## 制造
早期龙梦不具有制造能力，其设计的产品一半由代工厂制造。以下厂商都曾为龙梦代工。
- 微星科技 - 桌面產品
- 昆山微盟科技 - 桌面產品
- 深圳顶新科技 - 桌面產品
- 广达电脑 - 7、9、10寸笔记本
- 上海达富电脑 - 7、9、10寸笔记本
- FIC新众科技 - 8寸笔记本
- ECS精志电脑 - 12寸笔记本

目前，龙梦已经拥有自己的PCB及贴片工厂，并对外开放设计加工以及软件编写能力。

## 著名使用者
因为逸珑上网本在BIOS层级起就完全是自由软件，因此受到自由软件基金会创始人理查德·斯托曼的推荐，他从2008年9月开始使用这台笔记本直到2010年1月23日被盗 。